# Huete
Huete település Spanyolországban, Cuenca tartományban. Huete Saelices, El Hito, Montalbo, Palomares del Campo, Campos del Paraíso, Puebla de Don Francisco, Villalba del Rey, Portalrubio de Guadamejud, Gascueña, La Peraleja, Villanueva de Guadamejud, Villas de la Ventosa, Villar y Velasco, Los Valdecolmenas, Pineda de Gigüela és Vellisca községekkel határos. Lakosainak száma 1822 fő (2024).

## Népesség
A település népessége az utóbbi években az alábbiak szerint változott:
| Lakosok száma | 2141 | 2079 | 2018 | 2025 | 2004 | 1881 | 1817 | 1765 | 1746 | 1822 |
|               | 2001 | 2004 | 2006 | 2009 | 2011 | 2014 | 2016 | 2019 | 2021 | 2024 |